# Акчабаев, Малик
Абдумали́к Акчаба́ев (узб. Абдумалик Ақчабоев; 1932 год, село Хиля, Ошская область — 2001 год, Ноокенский район, Джалал-Абадская область) — хлопковод, бригадир колхоза имени Калинина Ленинского района Ошской области, Киргизская ССР. Герой Социалистического Труда (1979). Лауреат Государственной премии Киргизской ССР (1978). Депутат Верховного Совета Киргизской ССР (1975-1980). Член КПСС с 1961 года.

## Биография
Родился в 1932 году в селе Хиля Ошской области (ныне — Ноокенский район Джалал-Абадской области) в семье дехканина, по национальности узбек.
В 1950 году начал свою трудовую деятельность в колхозе имени Калинина бывшего Ленинского района Ошской области ныне Ноокенского района Джалал-Абадской области. Работал хлопководом. С 1965 года возглавил хлопководческую бригаду.
Под его руководством бригада добилась высоких показателей, досрочно выполнила производственные задания 10-й пятилетки. В 1978 году бригада Абдумалика Акчабаева в сложных погодных условиях собрала в среднем по 53,5 центнеров хлопка-сырца с каждого гектара. Указом Президиума Верховного Совета СССР от 12 апреля 1979 года удостоен звания Героя Социалистического Труда с вручением ордена Ленина и золотой медали «Серп и Молот».
Участвовал во Всесоюзной выставке ВДНХ в Москве, где получил серебряную и золотую медали.
Избирался депутатом Верховного Совета Киргизской ССР (1975—1980).
Награды
- Герой Социалистического Труда (12.04.1979)
- 2 Орден Ленина
- Орден Трудового Красного Знамени
- Серебряная медаль ВДНХ
- Бронзовая медаль ВДНХ

## Память
В целях увековечения памяти Героя труда школа № 44 Ноокенского района была названа в его честь.